# Bruno Dybal
Bruno de Araújo Dybal  (* 3. März 1994 in Guarulhos) ist ein brasilianischer Fußballspieler.

## Karriere
Das Fußballspielen lernte Bruno de Araújo Dybal  in den Jugendmannschaften von Associação Portuguesa de Desportos und SE Palmeiras in São Paulo. Seinen ersten Vertrag unterschrieb er 2012 bei seinem Jugendclub Palmeiras São Paulo. Mit dem Club gewann er 2013 die Série B. 2014 wurde er für vier Monate an den Ligakonkurrenten Oeste FC aus Itápolis ausgeliehen. 2015 erfolgte eine Ausleihe nach Japan. Hier nahm ihn Ventforet Kofu bis Mai 2015 unter Vertrag. Der Verein aus Kōfu spielte in der höchsten japanischen Liga, der J1 League. Figueirense FC, ein Club aus Florianópolis, der in der Campeonato Brasileiro Série A spielte, lieh ihn von Juli 2015 bis April 2016 aus. Nach Ende der Vertragslaufzeit war er von Mai bis Juli 2016 vereinslos. Ende Juli 2016 unterschrieb er einen Vertrag bei Sport Club Atibaia, der aber am 4. August wieder aufgelöst wurde und er nach Portugal ging, wo er sich dem Zweitligisten Gil Vicente FC aus Barcelos anschloss. Nach 21 Spielen für den Club wurde der Vertrag Ende Juni 2017 nicht verlängert. Von Juli 2017 bis Ende 2017 war er vereinslos. Am 19. Dezember 2017 nahm ihn EC Água Santa für drei Monate unter Vertrag. Im März 2018 unterschrieb er einen Vertrag in Lettland bei Sūduva Marijampolė. Der Verein aus Marijampolė spielte in der höchsten Liga des Landes, der A lyga. Mit dem Verein gewann er die Litauische Meisterschaft sowie den Litauischen Supercup. 2019 wechselte er nach Asien, wo er einen Vertrag beim thailändischen Zweitligisten Samut Sakhon FC in Samut Sakhon unterschrieb. Für Samut bestritt er 33 Spiele in der zweiten Liga. Nach Ablauf der Saison wechselte er nach Indonesien, wo er sich dem Erstligaaufsteiger Persiraja Banda Aceh anschloss. Der Verein ist in Banda Aceh auf der Insel Sumatra beheimatet. Für Banda Aceh bestritt er drei Erstligaspiele. Nach Vertragsende ging er im Januar 2021 in die Vereinigten Arabischen Emirate. Hier nahm ihn der Zweitligist Masfout Club aus Masfut unter Vertrag. Nach einem Jahr kehrte er nach Indonesien zurück. Hier unterschrieb er im Januar 2022 einen Vertrag bei seinem ehemaligen Verein Persiraja Banda Aceh.

## Erfolge
Palmeiras São Paulo
- Campeonato Brasileiro de Futebol – Série B: 2013

Sūduva Marijampolė
- A lyga: 2018
- Litauischer Fußball-Supercup: 2018